# Merionoeda tosawai
Merionoeda tosawai là một loài bọ cánh cứng trong họ Cerambycidae.